# Deborah Gravenstijn
Deborah Gravenstijn (n. 20 august 1974, Tholen, Zeelanda, Țările de Jos) este o sportivă ce a reprezentat Regatul Țărilor de Jos, medaliată olimpică. A participat la 3 ediții ale Jocurilor Olimpice (2000, 2004, 2008) în care a câștigat o medalie de argint și o medalie de bronz.